# ボウイング

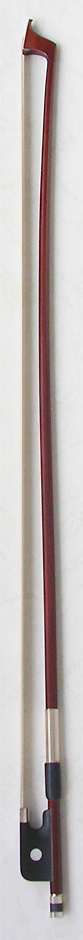

ボウイング（Bowing）は、運弓法（うんきゅうほう）ともいい、擦弦楽器にあって弓をどのように動かすかという方法をいう。
ヴァイオリン、ヴィオラ、チェロ、コントラバスのヴァイオリン属の楽器など、擦弦楽器では弓の毛の部分を楽器の弦（げん）の上を垂直に交わるように接触させて音を出す。弓や弦の位置、接触させる毛の量（弓を傾ける角度）、弓を動かす方向、弦に加える力の強さ、弓を動かす速さによって音の強さや音色が変わる。あまり使われないがエレクトリックギターを強く歪ませた音にして使われる事もある（ボウイング奏法を参照）。

## 用語

### 弓の各部の名称

#### さお
弓の木部。

#### 毛
弓の毛。

#### 毛箱（わく、フロッグ、ナット）
さおに取り付けられた黒い箱。

#### パールアイ
毛箱についた丸い模様の装飾。

#### ネジ（スクリュー）
さおの元の部分についたネジ。毛の張り具合を調整するのに使う。

#### チップ
弓の先端に貼り付けられた部品。

### 弓の毛の部位

#### 弓先（ティップ）
弓の毛の先端、チップ付近。

#### 弓元（ナット）
弓の毛の根元、毛箱付近。

#### 重心
弓が重さで釣り合う点で、弓元から毛の1/3くらいの場所になる。

### 弓の量[1]

#### 全弓
弓先から弓元までの弓の毛全て。記号G.またはG.B.（独）またはW.（英）。

#### 先半弓（上半弓）
弓先から弓の中心あたりまで。記号o.H.（独）またはU.H.（英）。

#### 元半弓（下半弓）
弓の中心あたりから弓元まで。記号u.H.（独）またはL.H.（英）。

#### 先弓
弓先から毛の1/3程度。記号Sp.（独）またはPt.（英）。

#### 中弓
弓の毛の中心1/3程度。記号M.（独英）。

#### 元弓
弓の重心から弓元までの、毛の1/3程度の部分。記号Fr.（独）またはN.（英）。

### 弓の方向

#### ダウン・ボウ
弓元から弓先に向かう方向に弓を動かすこと。下げ弓。記号は。フランス語ではtiré（引く）。

#### アップ・ボウ
弓先から弓元に向かう方向に弓を動かすこと。上げ弓。記号は。フランス語ではpoussé（押す）。

## ボウイングの基本[2]

### 弓の持ち方
指は全て自然な向きに曲げる。親指の先をサムグリップに斜め下から当て、弓の重さを親指で支える。人差し指・中指・薬指の第1関節付近がさおに上から接するように当てる。薬指の先は毛箱に触れる。小指は、ヴァイオリンでは指の先をさおの上に載せ、ヴィオラでは指の腹をさおの上に載せる。チェロは他の指と同様に第1関節でさおに上から接するように当てる。ヴァイオリンの弓の持ち方は、指の接する場所・指の傾き・持つ深さなどによって、ドイツ式・フランコ=ベルギー式・ロシア式に分かれる。

### 基本運動
右手で弓を持ち、常に弦に対して垂直に交わるように往復させる。弓は直線運動であるのに対し、人体の構造上肘を屈伸させると手先は円を描く。各楽器によって弓の持ち方が異なるが、円運動を直線運動に変換させるためには手首と指の使い方が肝要である。

### 弓の圧力
腕の重さと弓の重さを自然にかけ、押し付けず、空回りしない圧力で一定させるが、先弓・中弓・元弓と重さのかかり方が変化するので、右手首や右手指での調整が必要とされる。

### 弾き始める弓の位置
弓のどこでも同じように弾けるように練習するが、場所によって傾向が違うので、求められている表現によって使い分ける。先弓はピアノやトレモロや細かい表現に適し、元弓は音量を出すのに適し、中弓はオールマイティである。

### 弓を弾く弦の位置
基本は、駒と指板の（駒側の）端の中間を弾く。弦の中央（振幅の中心）に向かって駒から遠い方が柔らかく小さい音に、逆に端（駒）に近い方がきつく強い音になる。前者をスル・タスト、後者の極端なものをスル・ポンティチェロと言い、しばしば作曲者によって奏法が指示される。

### 弓の毛の量
弦に接触させる弓の毛の量が多いほど、量感のある音となり、逆に少ないほど繊細な音になる。弓の毛の量は、ヴァイオリン・ヴィオラでは弓を傾ける手首の角度によって調整される。チェロは弓の傾きは一定に保って演奏するため、毛の量は弓の弦への沈め方で調整する。同様の調整はヴァイオリン・ヴィオラでも使われる。

### 弓の方向
元弓から先弓に向かって毛を使う方向をダウン・ボウ（下げ弓）、逆をアップ・ボウ（上げ弓）と言い、それぞれ、の記号を使う。一般的にダウン・ボウを強拍に、アップ・ボウを弱拍に用いる。
また、だんだん弱くなる場合にはダウン・ボウが、だんだん強くなる場合にはアップ・ボウが適する。
しかし、基礎練習時に関しては別で、ダウン・ボウ、アップ・ボウ両方において、同様の表現が出来る様に（ダウン・ボウとアップ・ボウで、また根元と弓先で均一な音を出せる様に）練習をする。

### 各弦と弓との角度
各弦に対しては、両隣の弦と弓の毛の距離が最大になるように角度を決めるのが基本となる。そのための弓の角度は、基本的に右ひじの高さで調整する。速い移弦の際などは、右手首の動きや指弓（後述）を使う場合もある。
重弦の際は、両方の弦にほぼ均等に重さがかかるよう、精密な角度が求められる。
速い移弦は、ダウン・アップの動きと組み合わさり、右手は円運動のように動く。

### 接点・圧力・速度・音量・音色の関係
弓と弦の接点は指板と駒の中央が基本だが、高音弦側に行くほど・音やポジションが高くなるほど駒に近い方が良く響き、逆に低音弦側に行くほど指板に近い方が良く響く。ヴァイオリンのG線は指板の端から1.5cmほどの場所、E線は駒から1.5cmほどの場所が基本になる。
圧力は小さすぎれば音が出なかったり弦の表面を弓が滑るだけになったりし、大きすぎれば弦の振動を妨げ音が潰れる。音程も圧力によって変化し、大きすぎる圧力は音程を下げる。
速度はあるところまでは速い方が音量が増すが、弦を振動させる適正な範囲より速くなると弓が滑ってかえって音量が出なくなる。
接点の場所により、適切な圧力と速度のバランスが変化する。指板と駒の中央を弾いている場合を標準とすると、指板寄りは弱い圧力と速い弓が適し、コマ寄りは強い圧力と遅い弓が適する。
音量とは、弦楽器の場合は弦の振幅のこと。圧力や速度を単純に増すとガーッと鳴っているように感じるが、雑音の成分が目立っているだけであり、近くではうるさく、遠くでは聞こえない。弦の振動がコマを通じて表板や裏板を振動させて発生するのが弦楽器の音であるため、振幅＝音量である。
音量は、接点と圧力と速度の関係で決まる。接点ごとに最大の振幅を出せる圧力と速度のバランスが存在し、そこから圧力か速度を減じると音量が下がる。コマ寄りで圧力を減じすぎると音が裏返り、指板寄りで速度を減じすぎると引っかかってまともな音がしない。
音色は、主に接点と圧力で決まる。コマに寄るか圧力を高めると倍音の多いキラキラした音色になり、指板に寄るか圧力を弱めると倍音の少ない素朴な音色になる。当然、まともに音の出るバランスの範囲内で弾くことが前提である。
「常に弦に対して垂直になるように往復させる」のは接点が一定になるためであり、音量や音色を連続的に変化させたい場合はあえて斜めに運弓して接点を移動させる場合もある。

### スラー
楽譜にスラーが書かれていれば、それは複数の音に対して一弓（ひとゆみ）で演奏することを意味する。歌やピアノや管楽器のスラーはある意味フレーズを示すマークのようなものだが、弦楽器のスラーは奏法と不可分である。
スラーの中では出す音や弾く弦が変わるが、押さえる指により弓との接点の高さが微妙に変化し、弦が変われば弓の角度と速度・圧力・接点のベストバランスが変化する。こうした変化と、元弓・中弓・先弓の変化に同時に対応しなければならず、また左手指を可能な限り残すことも必要とされ、スラーを美しく弾くのは初心者にとっては難関である。
非常に長い範囲にスラーがかかっていて記譜通りに演奏するのが不可能な場合は途中で弓を返す必要がある。この場合、奏者はアーティキュレーションの性格を損なわないよう注意して演奏する。音が均等に美しく鳴りつづけるようにするのは難易度の高い技術である。合奏では、ひとつのパートの中で（他の奏者と）返すタイミングを意図的にずらすことで音が途切れないようにする場合がある（管楽器のカンニング・ブレスと似ている）。
スラーの場合、ヴァイオリンとヴィオラでは上行音型にはダウンボウが適し、チェロとコントラバスでは逆になる。これは楽器を構える方向が体に対して逆、すなわち弦の高低の順番が弓に対して逆（ヴァイオリンとヴィオラでは高い弦が弓元に近く、チェロとコントラバスでは低い弦が弓元に近い）である事に起因する。

## 指弓[19]
日本では有名な用語であり、一般的なヴァイオリン教本や日本語での技術書にも用語が出ているが、定義を明解に示したものはなく、ただ練習法だけが示されている。
欧米の技術書では、指弓と言う用語自体が基本的に出てこない。カール・フレッシュ「ヴァイオリン演奏の技法」に「パリ音楽院に在学中、オランダのあるヴァイオリニストが指弓の秘法を伝授してくれた。それは1892年のことであった。」と記されているくらいである。
したがって、書籍による典拠によって説明することはできないが、日本語で言う「指弓」を、出来るだけ公平な記載で示す。

### 定義
右手指の屈伸運動と右手首の動きを組み合わせ、手首から先の動きだけで弓を進行方向前後に動かす運動。
指を曲げる＋手首を反らす（ダウンの開始時）、指を伸ばす＋手首を曲げる（アップの開始時）と言う組み合わせで行う。
指の動きは、右手首の動きや弦と毛の摩擦によって受動的に行われる。
ただし、チェロでは手首の曲げ伸ばしは推奨されておらず、チェロでの「指弓」は、弦と毛の摩擦によって指が受動的に曲げ伸ばしされる状態を言うようである。

### 用途
1. 弓の返しを滑らかにするため、返しぎわの運弓を腕からの動きではなく指弓を使い、弓の方向変換時の衝撃を和らげる。
2. 速い動きをはっきり弾く際に、腕からの動きでは間に合わないので指弓で行う。コーレの定義と同じ[22]。
3. なめらかな移弦を行おうとする際に、右腕の上下に加えて、もしくは指弓だけで移弦を行う。

### その他
習得が難しい技術として知られる。「指弓は超絶技巧より難しい」と明言しているプロもいる。
レイトスターターが気にしすぎると他のもっと大きな動きが崩れてしまう危険があるともされる。

## 奏法としてのボウイング
ここで示しているのは「奏法」としての各用語である。奏法としてのボウイング用語は一定したものがなく、時代・国籍・流派によって違っており、また奏法の用語と発想用語が混在し、全体として混乱した状態になっているので注意。

### デタシェ
フランス語で「分割」の意味で、英語のseparatedに当たる。クリアな発音で弾くが、出だしが特に強いわけではない。「普通の弾き方」とも言える。

### アクセント
音の立ち上がりの圧力か速度を高めにし、発音をはっきりさせる。

### マルトレ
マルテラートとも。「ハンマーで叩かれた」という意味で、英語のhammeredに当たる。高い圧力で音を始め、弓の必要量を一気に移動させて「ポン」という感じで音を出す。スタッカートやアクセントのついた音符で使うと適切な場合が多い。

### コーレ
「貼りついた」という意味で、英語のgluedに当たる。マルトレと同様のことを、手首と指の運動だけで行う。短い音符で連続したスタッカートなどで、マルトレでは間に合わない場合に使われる。チェロやコントラバスには存在しない。

### レガート
弓の返しぎわができるだけ滑らかになるよう、右手首や右手指の動きを駆使して音の境を目立たないようにするもの。

### スピッカート
「目立った、際立った、明らかな」という意味。サルタート（「跳ねる」という意味）、飛ばし弓、（弦から弓が完全に離れることから）オフストリングとも呼ばれる。弓を弦上 1 - 2cmのところから落とし、はねかえる力を使って弓を跳ねさせつつ弾く。

### ソティエ（サルタンド）
「跳びまわる、踊る」という意味。半飛ばしとも。弦から弓が離れるようでいてそうでもないことから、「オンフ」（Onff）と言う場合がある。速い16分音符などで、弓の張力で勝手に跳ねようとする力を利用し、返しの時に弦から弓が離れかかっている状態をつくり、それぞれの音をはっきりさせる。

### リコシェ
「石や弾丸が水面や平面で斜めに跳ね返る」様子という意味。弓を弦の上から落とし、一弓で連続して跳ねさせる。ゴセックのガボット（新しいバイオリン教本版などの楽譜で、16分音符のスラーの中にスタッカートで書かれている箇所）は初心者が最初にリコシェに出会う例。

### ワンボウ・スタッカート
単にスタッカートと言われる場合もある。ソリッド・スタッカートとも言う。一弓で何音も連続させる奏法だが、リコシェと違い跳ねさせることはせず、前腕の回転・手首でトレモロの動き・人差し指と親指で弓をはさむ動きのいずれかで弓を数cmずつ進める。大半はアップボウである。ホラ・スタッカートはワンボウ・スタッカートを駆使した難曲の例である。

### トレモロ
「振動・揺らぎ」という意味。一つの音を何度も速く細かく弓を返して（方向を変えて）演奏する。独特の聴感が効果的で、描写的な音楽でよく使われる。合奏の場合は全員が同時に返す場合と、同時でなくなるべく速く返すようにする場合とがあり、聴感が異なる。

### ポルテ
ここまでの用語に比べれば、認知度は落ちるが、ガラミアンの著書に記載がある。意味は「運ぶ」で、英語のcarryに当たる。音の始めに圧力でこころもち大きな音を出し、徐々に音を軽くしていき、柔らかく区切るように弾く。テヌートのように「音の出だしや切り替わりは分からせたいが、音のすき間は絶対に入ってほしくない」という場合に、弓圧の変化で音の切り替わりを分からせるものである。

### ランセ
ポルテと同様、やや認知度は落ちるが、ガラミアンの著書とそれ以外にも記載がある。意味は「発射する」で、英語のlaunchに当たる。音のはじめが一番弓速が速く、音の終わりに向かって速度を緩めるもので、圧力は変化させない。付点のリズムを弾ませる場合や、一音一音をていねいにおさめつつ弾きたい場合などに使う。

### ポルタート
ランセと同様、やや認知度は落ちるが、ガラミアンの著書とそれ以外にも記載がある。意味は「持ってくる」で、英語のbringに当たる。ひと弓で音を区切りつつ複数の音を出す。ひと弓で弾くというだけで、やることはほぼポルテ。音の最後に弓圧を軽くし、すぐに弓を弦に食い込ませる。

## 「弓づかい」の意味でのボウイング[26]
弦楽器を演奏する場合、同じ音形でも弓の使い方によって表情が大きく変わってくるため、音楽的な要求から見て合理的な弓づかいを考えなければならない。弦楽合奏やオーケストラのように複数名で演奏する場合は、弓づかいを統一する必要が出てくる。その相談は「弓合わせ」などと呼ばれ、単に「ボウイング」と言った場合はこのような「弓づかい」を示す場合が多い。以下に示すのは、一般的にレッスンで指導されたり、弓合わせで相談されたり、合奏で指揮者に指示されたりする「ボウイング」の要素である。

### 弓の方向
弦楽器を弾こうとすると、まず弓をどちらかに動かさなければならない。よほど初級の楽譜であれば、が全て書かれている場合もあるが、多くはそうではないため、自分で考えるなり指導を受けるなりして決める必要が出てくる。最初に必要になるため、「ボウイング」と言うとこのような「弓の方向決め」という意味がまず意識される場合が多い。
合奏の場合、弓の方向がパート内あるいはパート間でバラバラでは視覚的に美しくないため、弓の方向について相談する必要が出てくる。そのため、弓合わせと言えば「、の指導・統一」が大きな比重を占める結果になり、「ボウイング＝弓の方向」のように意識されやすいが、次項の方が重要度は高く、弓の方向は「そろっていないと恥ずかしいから合わせる」程度のものである。
強拍がダウン・弱拍がアップ・音符が変わるたびに弓を返すが原則であるが、クレッシェンドやデクレッシェンドとの関係や、音価やリズムとの関係、他のパートの動きとの関係などで、原則通りにしない方が良い場合が多々ある。次項の求める必然性によっては、同じ音型がパート間で弓が逆に演奏されるケースも多く、「、の統一」は絶対的なものではない。

### 弓の場所・分量・毛の量・圧力など
弓のどこで弾くか・どのくらいの弓を使うか・毛を全部つけるのか一本だけにするのか・圧力をどのくらいかけるのかなどによって、出来上がる音楽の表情は大変大きく変わる。レッスンではこの部分の指導が大きな比重を占め、指導内容・音楽的内容そのものと言えるくらい重要な要素である。この意味のボウイングが合理性を獲得することが演奏の向上につながる場合が多く、またパート内で統一されれば演奏は締まったものとなる。そのため、指導者が「ボウイング」と言う場合、この意味の場合が多い。演奏時にコンマスが弦楽器セクションの見本となるように先導するのもこの要素である。
この要素は「この音符を弓のここで弾くために」のような理由で、弓の方向の決定に大きな影響を与える。本来、は、このような「どのような表情づけを目指すか」を踏まえて決定されなければならない。

### 奏法としてのボウイング
例えばスタッカートだけを見ても、奏法としては「短いデタシェ」「マルトレ」「コーレ」「スピッカート」など様々な選択肢があり、特に記号のない音符についても取りうる奏法は様々考えられ、つくり出したい表情やニュアンスと不可分であり、奏法の選択・打ち合わせと統一は非常に大切である。ただ、用語に混乱があるため、実演やニュアンスのイメージの共有で指導・統一されていく傾向が強い。

### スラーの処理
弦楽器のスラーに関して豊かな経験のある作曲家の楽譜であれば書かれたスラーを墨守した演奏もありうるが、弦楽器の奏法としてのスラーをきちんと理解している作曲家・編曲家ばかりではなく、そのまま演奏すると演奏効果が著しく損なわれるようなスラーがよく見受けられる。弓の方向と使う場所の関係などから、楽曲のニュアンスを損なわない範囲で、もともと存在しないスラーを付け加えるべき場合もある。
作曲・編曲者の意図が正しくても演奏側に十分な技術がなく長いスラーが弾けないなどでが、適宜弓を返す必要が発生することがある。
どの場合でも合理的・統一的に処理する必要があり、指導者・指揮者・コンマス・トップ奏者などがここまでの要素を勘案しながら方針を決定する。

### フィンガリングとポジション
これらはボウイングそのものではないものの、使うフィンガリングやポジションは音色やニュアンスに多大な影響を与え、ひいてはボウイングにも多大な影響を与えるため、レッスン・合奏等においてはボウイングと一緒に指導・相談される場合が多い。